# 阿尔莱蒂

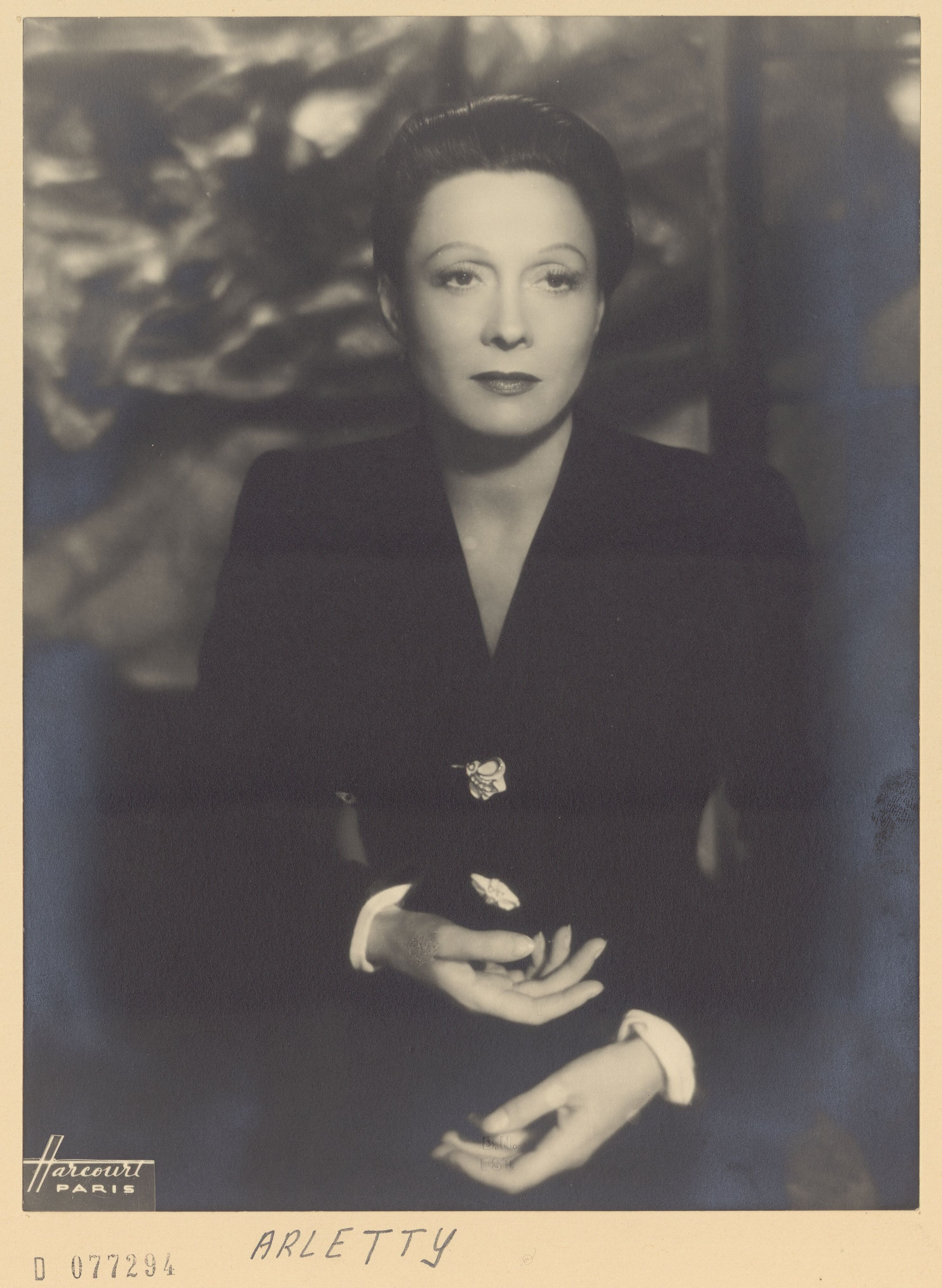
Arletty

阿尔莱蒂 （法語：Arletty, 1898年5月15日—1992年7月23日），法国女演员。1898年生于法国，1992年卒于法国巴黎。
从16岁起，阿尔莱蒂曾做过秘书、女工、人体模特、话剧演员，1931年开始在一些平庸的影片中担任小角色。从1934年开始，她主演了马赛尔·卡尔内等导演的一些诗意现实主义代表作和喜剧名片，在法国电影史上享有重要地位。第二次世界大战以后她一度被拘禁，直到1949年才重返影坛。1962年息影。1966年因几乎失明而退出戏剧舞台。

## 主要作品：
- 1935年	米摩莎公寓 Pension Mimosas		（导演：雅克·费戴尔）
- 1938年	北方旅馆 Hôtel du Nord	（导演：马赛尔·卡尔内）
- 1939年	旭日东升 Jour se lève (Le)	（导演：马赛尔·卡尔内）
- 1942年	夜间来客 Visiteurs du soir (les)	（导演：马赛尔·卡尔内）
- 1945年	天堂的孩子们 Enfants du paradis (les)	（导演：马赛尔·卡尔内）
- 1954年	巴黎的空气 Air of Paris	（导演：马赛尔·卡尔内）

## 逸闻
- 她的初恋情人死于第一次世界大战，她因而终身没有结婚。
- 第二次世界大战结束后她因为战争期间与一个德国军官恋爱而遭到指责，她的回答是：“我的心属于法国的，我的屁股属于世界。”（Mon coeur est français mais mon cul est international !）
- “戏剧是我的奢侈品，电影是我的零用钱。”
- “戴高乐主义者？不，（我是）高卢人。”（1944年）（Gaulliste ? Non, gauloise...）